# 同盟鶼鰈
《同盟鶼鰈》（英語：Allied）是一部於2016年上映的美國動作愛情歷史劇情片，由勞勃·辛密克斯執導，史蒂芬·奈特編劇。布萊德·彼特與瑪莉詠·柯蒂亞領銜主演，麗茲·凱普蘭、馬修·古迪與傑瑞德·哈里斯等人飾演配角。該片講述第二次世界大戰期間，兩位同盟國間諜麥斯·瓦唐（Max Vatan，彼特飾演）與瑪麗安娜·波塞魯爾（Marianne Beausejour，柯蒂亞飾演）假裝成一對夫妻進行暗殺任務，兩人互生情愫。在任務得手後，兩人決定結為連理。然而，麥斯獲悉，瑪麗安娜可能是德國派來的間諜。
該片的劇本源自奈特在21歲時得知的一個真實故事。拍攝《同盟鶼鰈》的消息於2015年2月上旬公開。主演布萊德·彼特與瑪莉詠·柯蒂亞分別於同年2月和6月簽約出演該片。電影的主體拍攝始於2016年2月，取景地點位在英國倫敦、漢普斯特德及加那利群島的大加那利島等地。該片由唐·伯吉斯掌鏡，而配樂則由亞倫·席維斯崔譜寫。
《同盟鶼鰈》於2016年11月23日在美國上映，發行商為派拉蒙影業。該片在上映後收穫了影評人褒貶不一的評價，主演布萊德·彼特與瑪莉詠·柯蒂亞的演出亦毀譽參半。電影的全球票房約為1.19億美元，被視為票房炸弹。在第89屆奧斯卡金像獎頒獎典禮上，《同盟鶼鰈》入圍了最佳服裝設計獎。該片的DVD及藍光光碟於2017年2月28日發布。

## 劇情
1942年，第二次世界大戰期間，加拿大籍的英軍諜報員麥斯·瓦唐來到摩洛哥的卡薩布蘭卡，與法國抵抗組織女成員瑪麗安娜·波塞魯爾聯手暗殺德國高官。兩人假扮一對已婚夫妻掩人耳目，並在過程中互生情愫。麥斯與瑪麗安娜計畫在晚宴時下手，心知生還機率不高。然而任務圓滿成功，兩人皆平安生還。麥斯請求瑪麗安娜與他一起到倫敦結為連理，兩人婚後定居在漢普斯特德，育有一個女兒安娜。隔年，麥斯從英國特種作戰部門（SOE）的上司口中得知，瑪麗安娜疑似是德國間諜，她在真正的瑪麗安娜於法國遇害後盜用了她的身分。為了證實，「V部門」展開了「靛藍程序」（blue dye）：麥斯刻意讓一份只有他有的假情報給瑪麗安娜看到，若假情報最終落入敵軍手中，那就證明瑪麗安娜是間諜。若真如此，麥斯便要親手槍斃她，麥斯不肯的話兩人都要以叛國的罪名處死。
麥斯無視命令，找上了前同事蓋·桑斯特幫忙。蓋認識瑪麗安娜，但因戰爭而失去雙眼，無法辨識其身分。蓋透露，抵抗組織成員保羅·德拉馬雷曾與瑪麗安娜在法國共事，也許他能認出她。麥斯找上了一名年輕飛行員亞當·亨特，給他一張瑪麗安娜的照片，要亞當問保羅那是不是真正的瑪麗安娜。在家族派對上，麥斯的上司法蘭克·赫斯洛普告訴麥斯，亞當在途中被殺。麥斯告訴法蘭克他的推論：這次靛藍程序可能只是上級給予的忠誠度測驗，但法蘭克說不是。麥斯推測法蘭克可能並不知情，因為這高於他的安全層級。
當晚，麥斯開飛機親自前去詢問保羅。麥斯與當地的反抗組織成員闖進監獄找保羅，人是找到了，但喝得爛醉無法辨認照片；但他透露出一條極重要的線索：瑪麗安娜會彈鋼琴。回到英國，麥斯要瑪麗安娜彈鋼琴，不會彈鋼琴的瑪麗安娜承認了自己的身分，但表示自己對麥斯的心意是真實的。她透露，她被身在倫敦的一些德國間諜以安娜的性命威脅，要她提供情報。麥斯不願殺死瑪麗安娜，於是告訴她兩人必須帶著安娜趕在SOE的人馬追來前逃走，時間僅剩一個小時。麥斯試圖從空軍基地偷走一架飛機逃出英國，但因引擎始終發不動，還是被趕來的SOE人員逮到了，瑪麗安娜於是向麥斯道別，隨後舉槍自盡。法蘭克見狀向在場的SOE人員說，麥斯已經處決瑪麗安娜，所以麥斯不需受罰。戰後，麥斯搬到加拿大艾伯塔省梅迪辛哈特的一座農場居住（這一直是他的夢想），並獨自撫養安娜長大。

## 角色
- 布萊德·彼特飾演麥斯·瓦唐（Max Vatan）：加拿大皇家空軍中校、加拿大諜報員。

該片為彼特繼《惡棍特工》（2009年）、《超越邊界》（2009年，短片）及《怒火特攻隊》（2014年）之後出演的第四部第二次世界大戰題材電影:72。為了飾演麥斯，彼特請了一位方言教練教他魁北克腔法語:48。
- 瑪莉詠·柯蒂亞飾演瑪麗安娜·波塞魯爾（Marianne Beauséjour）：法國抵抗組織成員。

柯蒂亞在讀完劇本表示，「這是我註定要演的角色」。製片人史蒂夫·史塔基說，「除了瑪莉詠以外，我們想不到有誰能飾演瑪麗安這角色」。該片為柯蒂亞繼《麗莎》（2001年）之後出演的第二部第二次世界大戰題材電影:72。
- 麗茲·凱普蘭飾演布莉琪·瓦唐（Bridget Vatan）：麥斯的姊妹[10]，是一位同性戀者[11]。
- 馬修·古迪飾演蓋·桑斯特（Guy Sangster）：麥斯的前同事。
- 傑瑞德·哈里斯飾演法蘭克·赫斯洛普（Frank Heslop）：麥斯的上司。
- 提埃里·佛里蒙特（英语：Thierry Frémont）飾演保羅·德拉馬雷（Paul Delamare）：法國抵抗組織成員，曾與瑪麗安娜共事。
- 喬許·狄倫（英语：Josh Dylan）飾演亞當·亨特（Adam Hunter）：飛行員。
- 拉菲·卡西迪（英语：Raffey Cassidy）飾演安娜·瓦唐（Anna Vatan）：麥斯與瑪麗安娜的女兒。

## 製作

### 編劇與籌拍

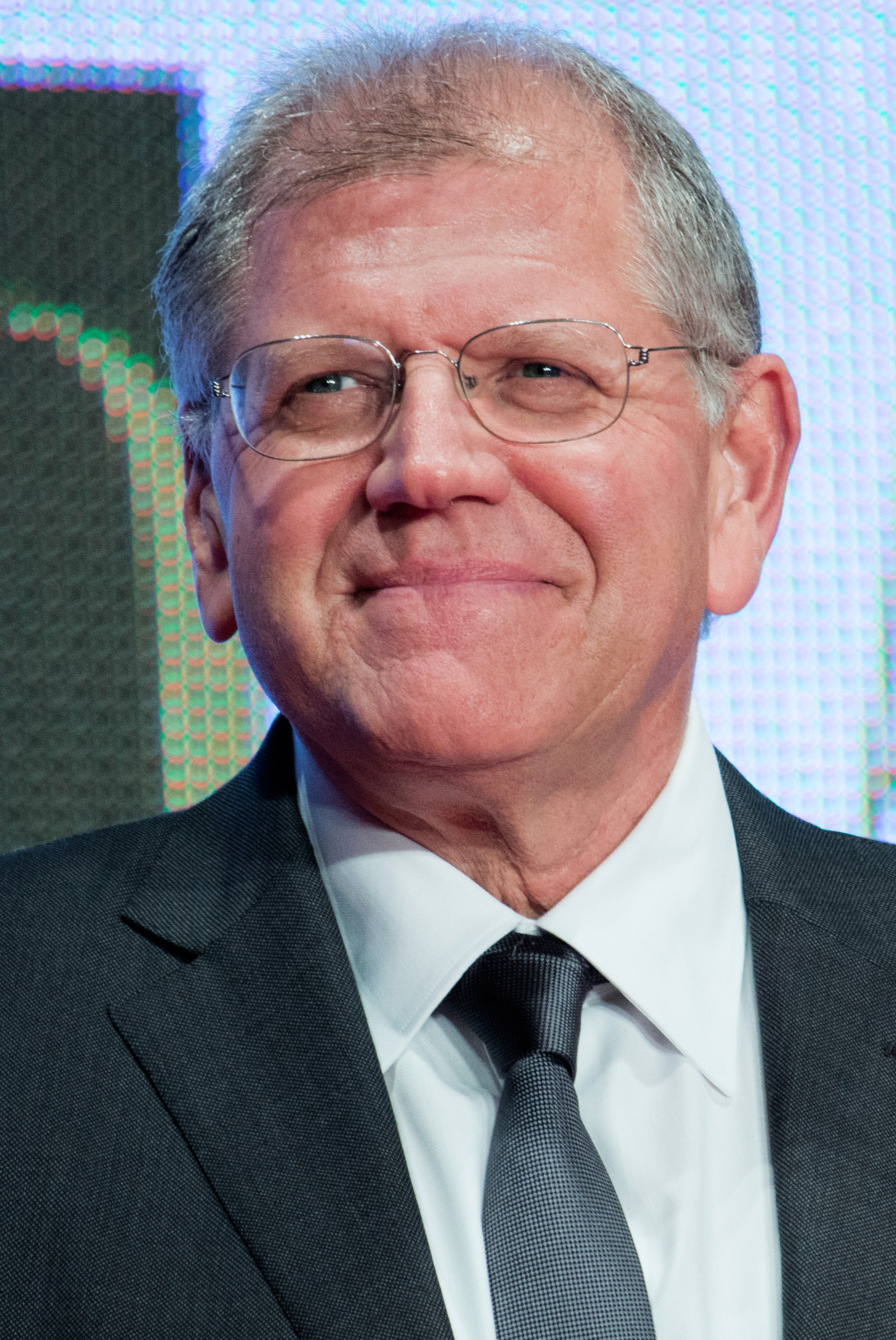
《同盟鶼鰈》的導演勞勃·辛密克斯

該片的劇本由史蒂芬·奈特撰寫。奈特接受雜誌採訪時表示，該片的劇本源自於他在21歲（大約是1980年）時聽到的一個故事，當時他和女友去德克薩斯州探訪她的家人。女友的阿姨自稱有一個兄弟，他愛上了一個法國女人，她也懷了他的孩子，於是他帶她到美國生下小孩。但是這女人後來被發現是德國間諜，於是在上級的命令下，他親手殺死了她。奈特在花絮中口述的故事樣貌則是：第二次世界大戰期間，一名特別行動局的探員潛伏在法國敵境，其聯絡人為地下反抗軍一名女性成員。她後來懷孕了，探員獲准將她帶回英國；但在小孩出生後，上級告訴他，她其實是一位德國間諜，且鐵證如山，探員便依上級的要求槍殺了那位女性。奈特認為該故事是拍電影的好題材，雖然找不到證據證明真有此事，但他也沒有排除其確切性。
奈特大約在2011年前後將這則故事寫成原創劇本。他將故事分享給演員布萊德·彼特，自此開始推動製作企畫。2012年，導演勞勃·辛密克斯收到該劇本，立刻為之著迷，決定執導該片。2015年2月6日，派拉蒙影業與新攝政公開了該片的消息，當時僅說明是一部浪漫驚悚片，且尚未公開片名。辛密克斯將執導演筒，布萊德·彼特擔綱主演。官方同時也宣布該片將由葛拉漢·金的電影公司GK Films籌拍，辛密克斯與史蒂夫·史塔基的製片公司ImageMovers製作。該片的製片人由金、史塔基與辛密克斯擔任，而執行製片人則包含奈特、傑克·瑞普克、派屈克·麥克康米克（Patrick McCormick）與丹尼斯·歐蘇利文（Denis O'Sullivan）等人。2015年6月，宣布瑪莉詠·柯蒂亞和彼特飾演一對墜入愛河的間諜。傑瑞德·哈里斯於2016年1月28日宣布加入劇組。2016年3月8日報導稱麗茲·凱普蘭加盟劇組，飾演麥斯的姊妹。

### 拍攝
該片由導演辛密克斯的長期合作夥伴唐·伯吉斯掌鏡。伯吉斯為了營造1944年的感覺，選用瑞德數位電影攝影機公司的Weapon攝影機和徠卡的Sumacron攝影機來拍攝《同盟鶼鰈》。該片的美術設計師由蓋瑞·費里曼（Gary Freeman）擔任。導演辛密克斯表示，「該片的核心是愛情，所以在美術設計上，總是會考量到浪漫的氣氛」。
《同盟鶼鰈》的主體拍攝始於2016年2月，地點位在英國倫敦。劇組一開始大多都在倫敦拍片。片中麥斯一家的住宅在北倫敦漢普斯特德的基督城山與柳樹路路口的一棟房屋取景。5月時劇組移師至中倫敦的薩瑟克拍片，其中一個重要的取景地為普倫斯莊園。同個月劇組也前往加那利群島的大加那利島，拍攝片中背景設在卡薩布蘭卡的場景。辛密克斯表示，「這是非常動人的浩瀚史詩，電影開頭就有浪漫的感覺，所以我們將開場的背景設在卡薩布蘭卡，我們想喚起大家從《北非諜影》（1942年）中知道的卡薩布蘭卡」。
為了減少預算，該片的許多場景都在舊吉列公司工廠拍攝。VFX總監凱文·貝利（Kevin Baillie）表示，這麼做也是因為剩下的工作室幾乎都已經被規模更大的電影像《星際大戰》和漫威電影給佔據。辛密克斯也不打算到特定外景地拍攝，因為有太多後勤上的障礙。《同盟鶼鰈》中約有78個場景。劇組搭設的大型布景中有幾個能替換使用，如麥斯一家住的公寓可以變成咖啡館。費里曼安排出一份建築時程表，讓用來拍醫院庭院場景的場地可以在2天內改成拍蘇荷區酒吧的樣子。英國特務的辦公室的場景在一家老舊工廠取景。劇組在老舊工廠裡加了一些纖維板和一些通道，營造寬廣的感覺。費里曼表示，V部門的辦公室參考自溫斯頓·邱吉爾的碉堡。在拍「吉塔納」（Gitanes）飯店的場景時，劇組以爵士風來設計布景，並使用了大理石、金箔、鍍鉻的裝飾和巨大且華麗的吊燈來裝飾。麥斯與瑪麗安娜在夜晚於屋頂上談天的場景於攝影棚拍攝，部分原因為該橋段有許多感情戲，辛密克斯打算完全掌控燈光。對於全片最難拍攝的橋段，辛密克斯認為是麥斯與瑪麗安娜暗殺德國高官的晚宴：「從導演的角度來看，就屬那一段最具挑戰性」。劇組在片場搭景拍攝晚宴橋段，由於極為費工，劇組在拍攝前數個月就提前動工。

### 服裝設計
該片的服裝設計師由喬安娜·約翰斯頓擔任。約翰斯頓表示，片中的服裝參考自《北非諜影》和《揚帆》（1942年）:72。《同盟鶼鰈》所有的服裝都是為演員特別訂製的。

### 配樂
2015年10月，報導稱長期和辛密克斯合作的亞倫·席維斯崔將負責本片的配樂。配樂於英國倫敦的艾比路錄音室錄製。此外，片中還出現了《馬賽曲》、華特·肯特與納特·波頓（Nat Burton）的〈多佛的白色峭壁〉、約翰·塞巴斯蒂安·巴哈的《無伴奏大提琴組曲》、艾瑞克·寇茲的〈通知所有工人〉（Calling All Workers）及亨利·B·史密斯與泰德·史奈德的〈阿拉伯的酋長〉等歌曲。原聲帶於2016年11月18日由索尼經典唱片發行。
| 曲目列表 | 曲目列表                      | 曲目列表 |
| 曲序     | 曲目                          | 时长     |
| -------- | ----------------------------- | -------- |
| 1.       | Essaouira Desert / Main Title | 5:21     |
| 2.       | What Are Our Odds?            | 2:46     |
| 3.       | German Embassy                | 2:09     |
| 4.       | It's A Girl                   | 2:16     |
| 5.       | Trust                         | 3:07     |
| 6.       | Best Day Ever                 | 1:51     |
| 7.       | Confession/Escape             | 3:47     |
| 8.       | The Letter/End Credit         | 6:27     |
| 9.       | The Sheik of Araby            | 2:32     |
| 10.      | You Are My Lucky Star         | 3:06     |
| 11.      | J'Attendrai                   | 2:59     |
| 12.      | Sing Sing Sing                | 4:09     |
| 13.      | Flying Home                   | 1:55     |
| 总时长： | 总时长：                      | 42:27    |

## 上映與市場營銷
該片於2016年11月9日在福斯電影院首映，並於同年11月23日在美國上映，發行商為派拉蒙影業。該片的首張劇照於2016年8月初發布，而首支預告則於同月稍晚釋出。9月，官方又發布了一支新預告。美國電影協會（MPAA）以片中有「暴力、一些性愛場面、一些裸露鏡頭、髒話及有關毒品的內容」為由將電影評為R級，意味著17歲以下觀眾需要有家長或成年監護人陪同才能觀看。

## 反響

### 評價
《同盟鶼鰈》收穫了影評人褒貶不一的評價。爛蕃茄上收集的259篇專業影評文章中，有156篇給予該片「新鮮」的正面評價，「新鮮度」為60%，平均得分6.2分（滿分10分），該網站對電影的共識性評價寫道「《同盟鶼鰈》有它的契機，但仍未達到史詩戰爭愛情片的境界——何況該片人才濟濟，更令人失望透頂」，而基於另一影評匯總網站Metacritic上的44篇評論文章，其中22篇予以好評，3篇差評，19篇褒貶不一，平均分為60（滿分100），代表「正負評平均參雜」。據CinemaScore進行的調查，觀眾的平均評價於A+至F間落於「B」。
《紐約時報》的影評人A·O·史考特表示「片中複雜的道德觀和含糊的政治意味相當吸引人」，並稱讚了該片的視覺效果，如片頭麥斯·瓦唐乘降落傘著陸時給人的催眠般的美感。然而，他也批評了《同盟鶼鰈》的最後幾分鐘，認為其「婆婆媽媽」。《娛樂週刊》的克里斯·納什瓦提（Chris Nashawaty）給予電影「B+」的評分，形容該片為「一部曲折、浪漫、聰明又不是太聰明的間諜片」，並稱讚了主演布萊德·彼特與瑪莉詠·柯蒂亞間的火花。《綜藝》雜誌的歐文·格雷伯曼稱讚了攝影師唐·伯吉斯的功力，並稱電影「有張力且吸引人」。不過，格雷伯曼表示，「《同盟鶼鰈》給人在看老電影時的感覺，除了一點：這部片永遠不會讓你陶醉」。
反之，《芝加哥論壇報》的麥克·菲利浦斯給予該片2顆星（滿分4顆），表示「在這部圍繞著兩位主角展開的電影中，彼特並沒有占他該有的50%」。儘管如此，菲利浦斯還是稱讚了該片的開場鏡頭，認為其「令人印象深刻」。《多倫多星報》的影評人彼得·豪威（Peter Howell）給出了2.5顆星（滿分4顆）的分數，寫道「彼特與柯蒂亞是一對沒說服力的夫妻，儘管柯蒂亞比彼特還要更努力。兩人在辛密克斯拿手的沙塵暴和墜機橋段裡演差了」。《好萊塢報導》的大衛·魯尼（David Rooney）認為《同盟鶼鰈》的劇本無法感動觀眾，並批評彼特的內心戲僵硬呆板，與柯蒂亞也沒什麼火花。

### 票房
截至下檔日，《同盟鶼鰈》在美國及加拿大地區共累積了4,010萬美元的票房，加上來自其他地區的7,940萬美元，全球票房共計1.195億美元，而其製片預算則是8,500萬美元，不甚理想。根據《荷里活報道》，本片的票房表現無法與成本總額打平，估計虧損7,500萬至9,000萬美元，是2016年最慘重的票房炸弹之一。在《富比士》雜誌評比的「2017年五大最值回票價與最不符成本演員」名單中，布萊德·彼特因該片的票房而名列「最不符成本演員」的第五名。
在北美，該片與《海洋奇緣》、《愛情大玩家》及《聖誕壞公公2》同期上映並競爭，外界預估該片能在首映週末透過3,160家電影院進帳1,500萬美元。最終，《同盟鶼鰈》的首週末票房約為1,270萬美元，低於估計值，次於《海洋奇緣》（約5,550萬美元）、上映第二週的《怪獸與牠們的產地》（約4,510萬美元）及上映第四週的《奇異博士》（約1,300萬美元）位居當週第四。隔週末，該片進帳710萬美元，依舊排在第四名。到了第四個週末，《同盟鶼鰈》已不在前十名內。2017年1月26日，該片在北美下檔。除了北美以外，該片前五大的市場分別為澳大利亞（約916萬美元）、法國（約580萬美元）、英國（約523萬美元）、義大利（約520萬美元）及西班牙（約479萬美元）。
在香港，該片的總票房為591萬港幣，累積觀影人次超過8萬5千人。

### 榮譽
註：按照時間順序排列。
| 類別             | 頒獎日期       | 獎項                 | 獲獎或入圍者                                                                            | 結果 | 來源                 |
| ---------------- | -------------- | -------------------- | --------------------------------------------------------------------------------------- | ---- | -------------------- |
| 評論家選擇電影獎 | 2016年12月11日 | 最佳服裝設計         | 喬安娜·約翰斯頓                                                                         | 提名 | [ 56 ]               |
| 女性影評人協會獎 | 2016年12月19日 | 最佳螢幕情侶         | 《同盟鶼鰈》                                                                            | 提名 | [ 57 ]               |
| 女性影評人協會獎 | 2016年12月19日 | 最佳兩性平等電影     | 《同盟鶼鰈》                                                                            | 提名 | [ 57 ]               |
| 視覺效果協會獎   | 2017年2月7日   | 最佳長片輔助視覺效果 | 凱文·貝利（）、布倫南·多伊爾（Brennan Doyle）、維克托·穆勒（Viktor Muller）、珊卓·史考特（Sandra Scott）與理察·范·丹·柏格（Richard Van Den Bergh） | 提名 | [ 58 ]               |
| 英國電影學院獎   | 2017年2月12日  | 最佳服裝設計         | 喬安娜·約翰斯頓                                                                         | 提名 | [ 59 ]               |
| 衛星獎           | 2017年2月19日  | 最佳藝術設計         | 蓋瑞·費里曼                                                                             | 提名 | [ 60 ]               |
| 衛星獎           | 2017年2月19日  | 最佳音效             | 《同盟鶼鰈》                                                                            | 提名 | [ 60 ]               |
| 奧斯卡金像獎     | 2017年2月26日  | 最佳服裝設計         | 喬安娜·約翰斯頓                                                                         | 提名 | [ 61 ] [ 62 ] [ 63 ] |
| 木星獎           | 2017年3月29日  | 最佳外國男演員       | 布萊德·彼特                                                                             | 提名 | [ 64 ]               |
| 土星獎           | 2017年6月28日  | 動作或歷險電影       | 《同盟鶼鰈》                                                                            | 提名 | [ 65 ]               |

另外，兩位主演彼特與瑪莉詠·柯蒂亞因該片而分別入圍第37屆金酸莓獎最差男主角獎和最差女主角獎的候選名單，不過兩人最後並未進入正式名單。

## 家庭媒體
電影的數位版於2017年2月14日發布，而DVD及藍光光碟則於同年2月28日發布。在美國，《同盟鶼鰈》的DVD於發行首週賣出40,385份，而藍光光碟則賣出34,495份。截至2020年7月，該片已在家庭媒體方面收穫了約439萬美元的收益。

## 外部連結
- 互联网电影数据库（IMDb）上《同盟鶼鰈》的资料（英文）
- Box Office Mojo上《同盟鶼鰈》的資料（英文）
- 爛番茄上《同盟鶼鰈》的資料（英文）
- Metacritic上《同盟鶼鰈》的資料（英文）
- AllMovie上《同盟鶼鰈》的资料（英文）
- 開眼電影網上《同盟鶼鰈》的資料（繁體中文）
- 时光网上《同盟鶼鰈》的資料（简体中文）
- 豆瓣电影上《同盟鶼鰈》的資料 （简体中文）